# Puck (mjesec)
Puck (također Uran XV) je prirodni satelit planeta Uran, iz grupe manjih unutarnjih pravilnih satelita, s oko 162 kilometara u promjeru i orbitalnim periodom od 0.76183287 ± 0.000000014 dana.

## Etimologija
Satelit je dobio ime po Pucku, liku iz Shakespareovog djela San ljetne noći.

## Vanjske poveznice
|  | Zajednički poslužitelj ima još gradiva o temi Puck (mjesec) |